# Oxydia vesuliata
Oxydia vesuliata là một loài bướm đêm trong họ Geometridae.